# Josef Kolín
Josef Kolín (* 11. února 1941 Praha) je český hudebník, skladatel a dirigent.  

## Životopis
Po absolvování průmyslové školy stavební studoval soukromě hru na klarinet u Miroslava Novotného. Po prvních amatérských pokusech nastoupil v roce 1963 jako saxofonista do plzeňského divadla Alfa, kam jej přijal kapelník Bohuslav Ondráček. V Plzni doprovázel tehdy začínající Martu Kubišovou a Václava Neckáře. V letech 1965–1967 absolvoval sérii vystoupení v zemích východního bloku, ale také ve Švýcarsku, poté se stal kapelníkem doprovodné skupiny Josefa Laufera Their Majesties. Pro Josefa Laufera také koncem 60. let složil své první písně (Útěk z hladomorny, 99 Stuffen). Na přelomu 60. a 70. let byl vůdčí osobností skupiny Play Boys doprovázející Evu Pilarovou. Později hrál v různých hudebních tělesech a nadále skládal písně, mimo jiné pro Václava Neckáře, Milana Drobného, Waldemara Matušku nebo Karla Gotta. Příležitostně komponoval také pro různé zpěvačky (Naďa Urbánková, Elena Lukášová). Počátkem 70. let několik textů k jeho písním napsali členové autorského týmu Divadla Járy Cimrmana (Zdeněk Svěrák, Miloň Čepelka). Jen výjimečně se Josef Kolín uplatnil také jako zpěvák (Vláček suptradáček, 1970). Jeho hudební tvorba kombinovala prvky rock and rollu, country nebo swingu, vždy se ale držel principu jasné a přehledné melodie. 
S písní Flying Hydroplane (v české verzi Robinson) Jiřího Korna získal v roce 1976 ocenění na festivalu Grand Prix de Paris. V letech 1976–1979 byl kapelníkem skupiny Flop Karla Zicha a také pro něj napsal několik písní, které se staly hity (Měla na očích brýle, Na prvním programu). Mezitím si doplnil vzdělání a v roce 1979 absolvoval na Lidové konzervatoři obor dirigování a skladba. V roce 1983 s písněmi Jahodový koktejl a Konec prázdnin pomohl nastartovat úspěšnou kariéru Dalibora Jandy. Brzy se ale rozešli a v roce 1984 začal Kolín spolupracovat se Stanislavem Procházkou, pro nějž napsal několik písní na album Bláznivá jízda. Později působil jako multiinstrumentalista v různých hudebních formacích, uplatnil se i jako sólový hráč, díky širokému záběru nástrojů byl často zván ke studiovým nahrávkám různých projektů. Pomáhal organizovat setkání jazzových hudebníků a provozuje webovou stránku swingtime.cz Příležitostně se zviditelňuje jako hudební publicista.